# Erhard Doebler
Erhard Doebler (* 4. Augustjul. / 16. August 1882greg. in Riga, Gouvernement Livland, Russisches Kaiserreich; † 22. Mai 1919 in Riga, jetzt Lettland), mit vollem Namen Erhard Adolf Doebler, lettisch Erhards Deblers, war ein deutsch-baltischer Geistlicher und Lehrer. Er gilt als evangelischer Märtyrer und ist auf dem Rigaer Märtyrerstein verzeichnet.

## Leben

### Jugend und Ausbildung
Erhard Doebler verlor seine Eltern, die evangelisch-reformiert waren, früh. Seine Jugend war entsprechend schwer; dennoch wurde ihm ein sonniges Gemüt nachgesagt. Während seiner Schulzeit konvertierte er aus eigenem Antrieb zum lutherischen Glauben. Er war so begabt, dass er sich während seiner Zeit am Rigaer Stadtgymnasium selbst ernähren konnte, indem er private Unterrichtsstunden gab. Er bestand im Juli 1902 sein Abitur.
Danach studierte er von 1902 bis 1908 an der Kaiserlichen Universität Dorpat Theologie. Er war den üblichen Vergnügungen der Studienzeit nicht abgeneigt, nahm sein Studium aber gewissenhaft wahr. Danach war er aus finanziellen Gründen zunächst Deutschlehrer im Kaukasus. Dazu legte er sein Oberlehrer-Examen ab.
1909 folgte er einer Bitte des lutherischen Predigers in Rostow, als Vikar Gottesdienste in Nowotscherkassk abzuhalten. Die dortigen Lutheraner wurden nur wenige Male im Jahr von Pastoren aus Taganrog und Rostow besucht und befanden sich damit in einer ähnlichen Situation wie viele evangelische Christen in der Diaspora im Inneren Russlands.
Ab 1910 war er deutscher Oberlehrer am Rigaer Marien-Institut, daneben unterrichtete er Religion. Er galt als pädagogisch talentiert und war bei den Schülern beliebt; er wollte aber Gemeindepfarrer werden.

### Pastor in Riga
Erhard Doebler wurde am 5. Februar 1912 ordiniert. 
Im November 1913 wurde er zum Rektor der Marien-Diakonissenanstalt berufen, der er auch als Pastor diente.
1915 wurde er trotz seines geringen Alters zum Oberpastor an der Jakobikirche gewählt. Er empfand die Aufgabe als Herausforderung. Aus seiner Antrittspredigt sind die Worte überliefert:

„Was ich euch verkündigen will, heute und solange es mir vergönnt ist, – es ist immer das Eine und immer der Eine – Jesus Christus, – aus Seiner Fülle allein kann uns werden Gnade um Gnade, können wir nehmen Segen um Segen ... damit wir wachsen an Ihm und durch Ihn hinauf, zur Höhe der Gotteskindschaft, zu der wir alle berufen sind.“

Der Satz kann als Doeblers Lebensmotto betrachtet werden. Die Predigt war ihm besonders wichtig, auch bemühte er sich intensiv um den Kindergottesdienst, ferner erweiterte er die Armenfürsorge. Er war bemüht, möglichst viele Personen für die Gemeindearbeit zu gewinnen. Mit jeder Amtshandlung versuchte er, Menschen für Gott zu begeistern.
Er konfirmierte Marion von Klot und veranlasste bei der Rigaer St. Jakobi-Gemeinde, dass das 1901 von Hedwig von Redern geschriebene Gedicht „Weiß ich den Weg auch nicht, Du weißt ihn wohl“ mit einer Melodie des englischen Komponisten John Bacchus Dykes von 1868 vertont wurde, für das Marion von Klot als Sängerin bekannt wurde.

### Verbannung und Rückkehr
Später im Ersten Weltkrieg, am 13. Februarjul. / 26. Februar 1916greg., wurde Erhard Doebler vom Militär für die Dauer des Kriegszustandes in das Innere Russlands ausgewiesen. Als Aufenthaltsort wählte Doebler dabei Charkow. Nach Ansicht des Gouverneurs befand er sich dabei aber zu nah an der Front und wurde deshalb nach Saratow geschickt, wo sich viele Exilierte befanden, die als weniger gefährlich eingestuft wurden. Die Anderen kamen nach Sibirien. Erst in Saratow wurde ihm auf seine Anfrage hin der Grund seiner Verbannung mitgeteilt: Eine „unbeugsame deutsche Gesinnung“. Am Verbannungsort half Doebler dem örtlichen Pastor als Prediger für die anderen Verbannten und fand nun die Zeit, ein Andachtsbuch zu schreiben. Es erschien unter dem Titel „Ruhet ein wenig“. Er war auch hier bemüht, den Kontakt zu seiner Heimatgemeinde zu halten.
Nach der Februarrevolution 1917 durfte er ins Baltikum zurückkehren, allerdings nicht nach Riga. So zog er nach Dorpat. Am 3. September 1917 wurde Riga von der deutschen Armee besetzt. Doebler versuchte nun mit allen Mitteln, gemeinsam mit seiner Frau durch die Frontlinien hindurch zu seiner Rigaer Gemeinde zu gelangen. Er erreichte dies schließlich, indem er vom Gouvernement Estland aus über den eisbedeckten Sund nach Ösel ging. Von dort fuhr er mit einem kleinen Boot zum Gouvernement Kurland und reiste von dort nach Riga, wo er wieder seiner Gemeinde diente, zu der er ein immer engeres Verhältnis aufbauen konnte. 
Am Ende des Krieges konstituierte sich der Deutsche Baltenbund mit dem Ziel der Erhaltung der staatlichen Ordnung und der Vertretung der Interessen der Deutsch-Balten in Kurland, Livland und Estland. Doebler war Mitglied des Gründungsvorstands.
Der deutsche Rückzug war für ihn eine Katastrophe; im nun folgenden Lettischen Unabhängigkeitskrieg näherten sich die Bolschewiki, was viele zur Flucht veranlasste. Für Doebler kam das nicht in Frage. Er wollte, wie er sich ausdrückte, wie der gute Hirte sein, der auch nicht fliehen würde, wenn der Wolf kommt. Dass es zu seiner Verhaftung kommen würde, war ihm klar, da er sich in der deutschen Besatzungszeit politisch engagiert hatte und in seinen Predigten klar Position gegen die Bolschewiki bezogen hatte.

### Zur Zeit der Bolschewiki
Nachdem die Bolschewiki Riga besetzten, konnte Erhard Doebler seiner Gemeinde noch für zwei Monate dienen. Er versuchte, die Zeit so gut wie möglich zu nutzen, insbesondere, da seine Gemeinde von Hunger, Seuchen, Umsiedlungen, Hausdurchsuchungen, Verhaftungen und Hinrichtungen heimgesucht wurde. In der schweren Zeit flohen die Gemeindemitglieder sich in ihren Glauben; Doebler äußerte deshalb sogar Dankbarkeit gegenüber den Bolschewiki, da sie die Menschen zu Gott zurückgetrieben hätten. Täglich hielt er in der Dämmerung Morgenandachten in der Jakobikirche, um der Gemeinde die gewünschte Kraftquelle zu geben. Sonntags waren die Plätze in der Kirche vollständig belegt. Herausragend war der vierte Sonntag nach Epiphanias, an dem Doebler über den Text „Geheiligt werde dein Name“ predigte, nachdem das Gebäude von den Bolschewiki für ein Treffen genutzt worden war. In seiner Predigt sprach er sich aus gegen die

„kühle und weise Überlegung, die zu schweigen gebietet. Zeugen, bekennen müssen wir und nicht nur protestieren gegen alle Entweihung des Namens, sondern dafür sorgen, dass Sein Name durch uns geheiliget werde.“

Seine letzte Predigt hielt Doebler am 2. März 1919. Dabei sprach er über das Tragen des Kreuzes:

„Hat das Kreuz uns erst das ganze wunderbare Geheimnis der Herrlichkeit Jesu offenbart, dann offenbart Jesus uns das Geheimnis des Kreuzes, indem er uns die Weisung gibt ‚nimm dein Kreuz auf dich und folge mir‘ – aber tragen sollen wir es, nicht schleppen, indem wir uns ins Unvermeidliche jammernd fügen. Das Wort: ‚du musst es tragen‘ muss jedem zum ‚ich will es tragen‘ werden, denn im Kreuz ist das Heil; wenn das der letzte Sinn jeden Kreuzes ist, was für unübersehbare Segensmöglichkeiten birgt dann das Kreuz unserer Tage in sich.“

### Festnahme und Untersuchungshaft
Am 4. März erfolgte dann Erhard Doeblers erwartete Festnahme, nachdem das Pastorat mehrere Stunden lang durchsucht worden war. Bei seiner Verhaftung rief er seiner Frau, Alma Doebler, zu: 

„Grüß die Gemeinde und sag ihr, ich hätte ihr nicht umsonst vom Kreuztragen geredet; ich will es nun selbst mannhaft tragen.“

Er saß für die ersten zwei Wochen in der Elisabethstraße in Untersuchungshaft. Trinken konnte er dort nur Wasser; täglich erhielt er nur eine dünne Scheibe Brot. Er entwickelte einen Hungerbauch. Schlafen musste er, dicht gedrängt mit anderen Gefangenen, auf dem Boden. Es gab keine Verhöre, aber tägliche Todesdrohungen. Sein Neues Testament durfte er nicht behalten; Andachten wurden ihm verboten, die er deshalb heimlich nachts hielt. Er unterhielt die anderen Gefangenen mit Vorträgen und Gesellschaftsspielen, ferner betätigte er sich als Seelsorger.

### Im Zentralgefängnis
Am 20. März wurde Erhard Doebler außerhalb der Stadt im Rigaer Zentralgefängnis in einen ungeheizten und nassen Keller gesperrt. Dann kam er in eine große, luftige Zelle, in der er die Pastoren Alfred Geist, Hermann Bergengruen, Theodor Hoffmann und August Eckhardt antraf. Hier waren alle Geiseln der Bolschewiki inhaftiert. Abwechselnd mit Geist hielt Doebler Andachten für die Mitgefangenen. Die Psalmen studierten beide gemeinsam im hebräischen Original. Die anderen Gefangenen schätzten Doeblers fröhliche Art und sein starkes Gottvertrauen. Seine Freundlichkeit weckte sogar die Sympathie einiger Wächter und Schließer. Deshalb konnte er in einen ausführlichen Briefwechsel mit seiner Frau treten; wenn er zur Arbeit gebracht wurde, konnte er sie auch manchmal sprechen. 
So schrieb er am 25. März:

„In seelischer Beziehung fühle ich mich stark. Natürlich fehlen nicht Stunden der Depression, aber die werden überwunden. Was ist der Glaube doch für eine wunderbare, tragende Macht!“

Und am 18. April:

„Ich kann diese Zeit als nichts anderes, als ein Strafgericht Gottes ansehen. Wird es erreichen, was es will, oder muss es noch härter aufgelegt werden? Gott gebe, daß Er schon bald sagen kann: >>Es ist genug!<<“

Es gelang Doebler, manche Mitgefangene zu trösten. Die Gefangenschaft vertiefte seinen Glauben. Psalm 126 war sein Lieblingspsalm. Er war überzeugt davon, dass er zu den dort genannten „Träumenden“ gehören werde. Von der Nebenzelle aus, in der die Frauen untergebracht waren, hörten er und die anderen Gefangenen Marion von Klot abends das oben genannte Lied „Weiß ich den Weg auch nicht, du weißt ihn wohl“ singen. Für den 1. Mai erwarteten die Gefangenen eine Amnestie, die aber ausblieb. Sie waren zwischen Hoffnung und Schicksalsergebenheit hin- und hergerissen.
Am 10. Mai schrieb Doebler, dass nun in allen Zellen täglich Morgen- und Abendandachten stattfänden. 
Am 18. Mai schrieb er:

„Die Hauptsache bleibt doch, dass es in uns grünt und blüht, und wir dankbaren Herzens reife Garben einfahren dürfen.“

Weitere Auszüge aus Doeblers Gefangenschaftsbriefen können in Oskar Schaberts Baltischem Märtyrerbuch (Link zur Online-Version unter „Literatur“) nachgelesen werden.

### Hinrichtung
Am 22. Mai stand das Gefängnis kurz vor der Erstürmung durch einen Stoßtrupp der Baltischen Landeswehr, wovon die Gefangenen nichts wussten. Kurz vor dem Rückzug der Bolschewiki aus Riga traten die Kommissare schwer bewaffnet in die Zelle und verboten jede Bewegung und jedes Wort. Dann wurden einige Adelige hinausgeführt. Die Eisentür wurde wieder geschlossen. August Eckhardt betete nach einem Moment betroffener Stille laut für die Hinausgeführten. Noch vor Ende des Gebets wurde die Tür wieder geöffnet. Nun mussten die Pastoren heraustreten. Doebler und 32 Mitgefangene (siehe die untenstehende Liste) wurden in geordnetem Zug durch die langen Korridore unter schwerer Bewachung auf den Gefängnishof geführt. Überlebende berichteten, dass die Todeskandidaten noch Abschiedsworte zueinander sprachen und sich den Bruderkuss gaben. Erhard Doebler bat den Oberschließer:

„Schießen sie auf mich, sie sind ein alter Soldat und werden gut treffen. Grüßen sie meine Frau, sie soll nicht weinen, sondern beten.“

Auf dem Hof hatten Soldaten der Roten Armee, welche die Wachmannschaft bildeten, Aufstellung genommen, und erschossen nun alle Hinausgeführten. 
Sofort danach flohen die Soldaten und Kommissare. Wenig später bahnte ein Panzerwagen der Landeswehr sich den Weg zum Gefängnis, die Verwandten der Gefangenen folgten ihm in den Hof. Sie waren erschüttert von dem Anblick, der sich ihnen bot.
Einer der Gefängniswärter, der bei der Hinrichtung zugegen war, äußerte sich später anerkennend darüber, mit welcher Tapferkeit Doebler seiner Meinung nach in den Tod gegangen war. Doeblers Briefe wurden von seiner Frau 1925 veröffentlicht. Seine letzten Predigten erschienen unter dem Titel „Gott unsere Kraft“.

## Ehrungen
Für Erhard Doebler stiftete die Rigaer Jakobigemeinde eine Ehrentafel gegenüber der Kanzel der Jakobikirche. Nachdem das Gebäude 1923 aufgrund einer Volksabstimmung an die römisch-katholische Kirche übergeben wurde, wurde die Tafel in die Friedhofskapelle verlegt.
Doebler wird auf dem Rigaer Märtyrerstein erwähnt.

## Schriften
- Ruhet ein wenig. Andachten. Riga 1918
- Gott unsere Kraft. Predigten aus der Zeit der Bolschewikiherrschaft bis zu seiner Verhaftung gehalten. C. Bertelsmann, Gütersloh 1920
- Briefe aus dem Bolschewiken-Gefängnis (Riga 1919). C. Bertelsmann, Gütersloh 1925